# Lân Bích
Lân Bích (tên khai sinh: Nguyễn Quang Bích, sinh năm 1934) là nam diễn viên người Việt Nam.

## Thời thơ ấu
Lân Bích, tên thật là Nguyễn Quang Bích, sinh năm 1934 tại Hà Nội, Việt Nam. Tháng 1 năm 1947, khi vừa được 12 tuổi, ông làm thiếu niên liên lạc cho trại Thiếu niên kháng chiến tỉnh Phú Thọ. Tới năm 1948, ông trở thành diễn viên Đoàn Tuyên truyền xung phong tỉnh Vĩnh Yên (nay là Vĩnh Phúc).

## Sự nghiệp
Năm 1954, Lân Bích tốt nghiệp khóa Âm nhạc kháng chiến và làm diễn viên trong đoàn văn công mặt trận Điện Biên Phủ, sau đó là Đoàn văn công thanh niên xung phong Trung ương. Năm 1956, Lân Bích là phó trưởng Đoàn Kịch - Điện ảnh của Hãng phim truyện Việt Nam. Sau đó, ông chuyển về làm giáo viên dạy diễn xuất tại Nhà Văn hoá Điện ảnh quận Tân Bình, thành phố Hồ Chí Minh.

## Đời tư
Lân Bích kết hôn với Nghệ sĩ Nhân dân Minh Đức, sau lần đầu quen biết trong phim Khói Trắng (1960). Họ sinh được 4 người con.

## Danh sách phim

### Điện ảnh
- 1964 - Biển lửa vai Minh
- 1986 - Thị trấn yên tĩnh vai Khánh
- 1990 - Số Đỏ
- 1997 - Hạ sĩ quan vai Ba của Long
- 2001 - Ba người đàn ông vai Ba của Bảng

### Truyền hình
| Năm  | Tên                      | Vai                   | Ghi chú |
| ---- | ------------------------ | --------------------- | ------- |
| 1997 | Bến nước đời người       | Bố Điệp               |         |
| 1998 | Những đứa con thành phố  |                       |         |
| 1998 | Cầu thang tối            | Ông Bảng              |         |
| 1998 | Chú bé rắc rối           | Thầy Dạy Ngữ Văn      |         |
| 2002 | Người đàn bà yếu đuối    | Quảng                 |         |
| 2002 | Chuyện tình biển xa      | GS Hoàng An           |         |
| 2006 | Cái bóng bên chồng       | Ông Bằng              |         |
| 2006 | Hướng nghiệp 2           | Luật Sư               |         |
| 2007 | Ghen                     | Ba Hương              |         |
| 2008 | Thám tử tư               | Ông Chương            |         |
| 2008 | Cỏ đuôi gà               |                       |         |
| 2008 | Cô gái xấu xí            | Ông An Thi            |         |
| 2009 | Những mảnh vỡ phù hoa    | Công Tâm              |         |
| 2009 | Nghe trà                 | Ông Trụ               |         |
| 2010 | Sắc đẹp và danh vọng     | Ông Nội               |         |
| 2010 | Ám ảnh xanh              | Sáu Lành              |         |
| 2010 | Tại tôi                  | Ông Phán Khâm         |         |
| 2010 | Trái đắng                | Ông Huy               |         |
| 2010 | Tóc rối                  | Ông Bách              |         |
| 2011 | Người mẫu                |                       |         |
| 2011 | Vật chứng mong manh      | Ông Bình              |         |
| 2011 | Vòng tròn cạm bẫy        | Ông Hải               |         |
| 2012 | Cá Rô, em yêu anh!       | Ba Thái Hà            |         |
| 2013 | Váy hồng tầng 24         | Ông Đức (ba Hữu Điền) |         |
| 2013 | 17 tuổi rưỡi             | Ông Bình              |         |
| 2014 | Con gái vị thẩm phán     | Đức Nhã               |         |
| 2014 | Độc thân tuổi 30         | Ông Minh              |         |
| 2014 | Đôi mắt của trái tim     | Ông Kiên              |         |
| 2014 | Hạnh phúc của người khác | Ba Trang              |         |
| 2015 | Tiếng cú đêm             | Bảy Dũng              |         |